# Иркутский автобус
Иркутский автобус — система автобусного пассажирского городского транспорта в городе Иркутске.

## История
Согласно исторической справки МИУ ПАТП-2, 15.01.1926 создана Городская транспортная контора, обслуживающая старый город небольшими автобусами марки ЗИС, грузовыми и легковыми такси. (из архива г. Иркутска — газеты). В 1936 году она переименована в Иркутскую контору пассажирских перевозок. (из архива г. Иркутска — газеты) В 1944 году Иркутская контора пассажирских перевозок вошла в объединение « Верхлентранс» и переименована в Иркутскую автобазу № 2 «Верхлентранса». (В заголовке приказов по предприятию по кадрам) В 1952 году «Верхлентранс» реорганизован и на базе его создан Облавтотрест, в состав которого вошла автобаза № 2 и переименована в автобазу № 2 Облавтотреста. (В заголовке приказов по предприятию по кадрам). В 1963 году Облавтотрест преобразован в Облавтоуправление и соответственно автобаза переименована в автобазу № 2 Облавтоуправления. (В заголовке приказов по предприятию по кадрам) В 1965 году отделяются таксомоторные перевозки и Жилкинская автоколонна, обслуживающая Ленинский район и автобаза № 2 переименованы в Автобусный парк № 2, в том же году Облавтоуправление переименовано в Восточно-Сибирское территориальное транспортное управление (ВСТТУ) и автобаза названа Автобусный парк № 2 ВСТТУ. (В заголовке приказов по предприятию по кадрам). 10 октября 1980 года Автобусный парк № 2 ВСТТУ переименован в Иркутское производственное объединение пассажирского автотранспорта № 1 (ИПОПАТ № 1) па базе ИПАП-2, в состав которого вошли три предприятия: Головное автотранспортное предприятие (ИПАТП-2), филиал. № 1 (ИПАТП-1). Филиал № 2 (ИПАТП-4).
1991-1997гг-Иркутское пассажирское автотранспортное предприятие № 2 (ИПАП-2);
15 мая 1997г.-2004г.-был создан Муниципальное Иркутское Унитарное пассажирское автотранспортное предприятие № 1,2 и 4 (МИУПАТП-1,2 и 4);переименован в
2004г. - по настоящее время МУП «Иркутскавтотранс»
Износ подвижного состава муниципального парка на 2010 год составил 90%.
Муниципальные маршруты обслуживаются как МУП «Иркутскавтотранс», так и частными перевозчиками.

## Подвижной состав
МУП «Иркутскавтотранс» выполняет перевозки на следующих марках автобусов: МАЗ-103, НефАЗ-5299, Fiat Ducato Maxi.

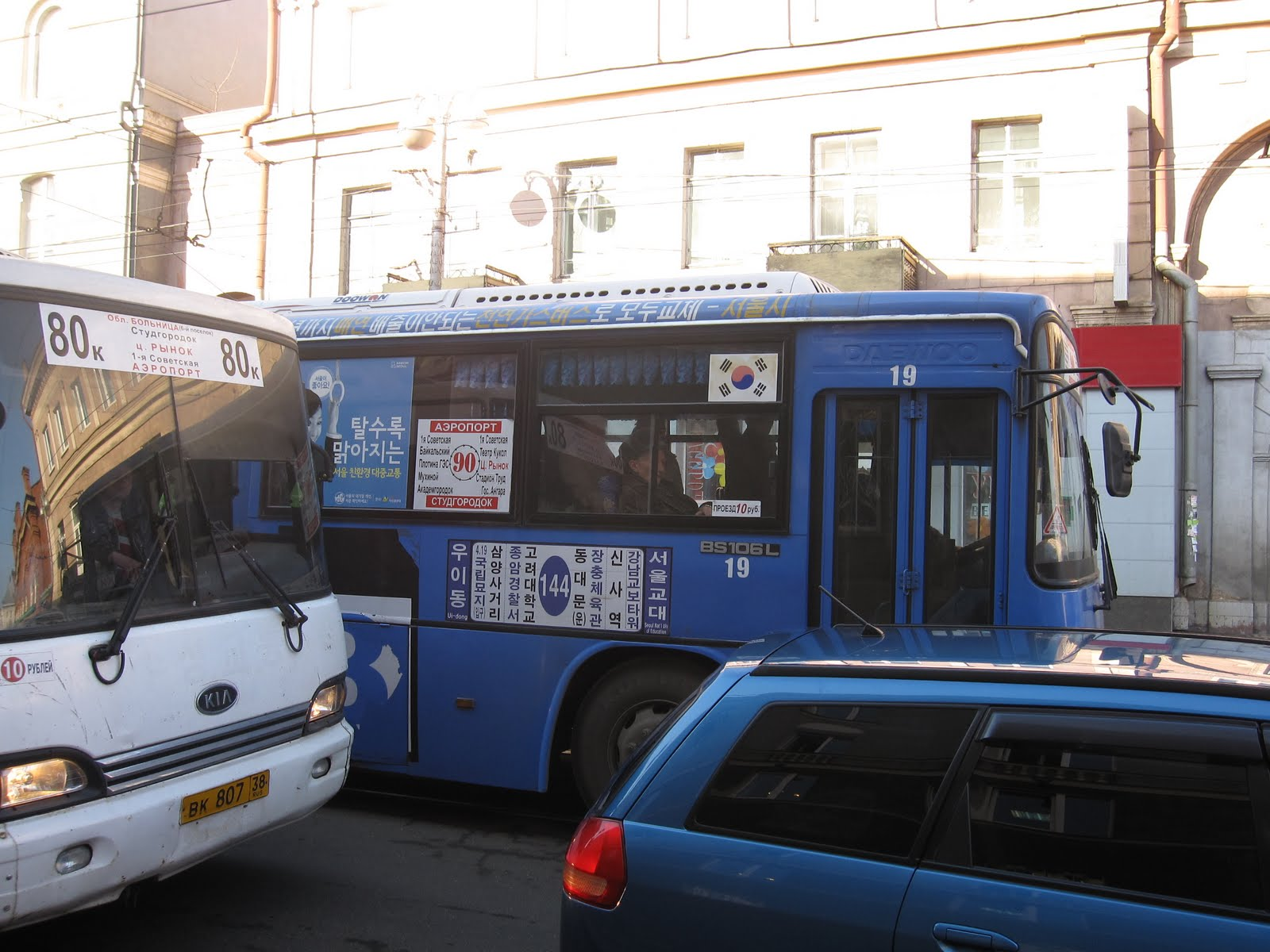
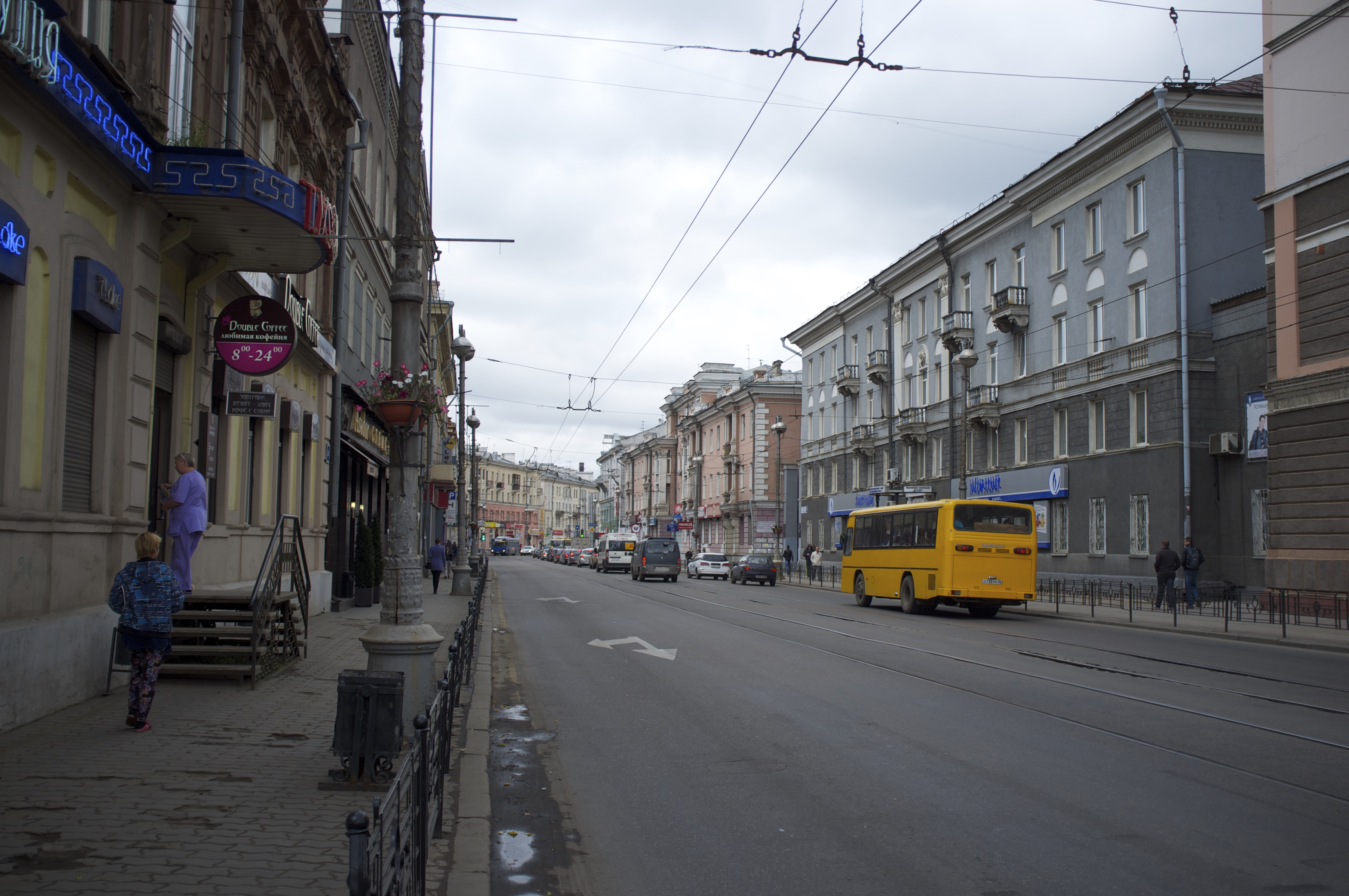
Автобус на улице Ленина
МАЗ-206